# Second Division 1913-1914
La stagione 1913-1914 è stata la ventiduesima edizione della Second Division, secondo livello del campionato di calcio inglese. I capocannonieri del torneo furono Sammy Stevens dell’Hull City e Jack Peart dell’Huddersfield Town  con 28 reti.

## Classifica finale
|  | Pos. | Squadra           | Pt | G  | V  | N  | P  | GF | GS | GF GS |
|  | ---- | ----------------- | -- | -- | -- | -- | -- | -- | -- | ----- |
|  | 1    | Notts County      | 53 | 38 | 23 | 7  | 8  | 77 | 36 | 2.13  |
|  | 2    | Bradford PA       | 49 | 38 | 23 | 3  | 12 | 71 | 47 | 1.51  |
|  | 3    | Woolwich Arsenal  | 49 | 38 | 20 | 9  | 9  | 54 | 38 | 1.42  |
|  | 4    | Leeds City        | 47 | 38 | 20 | 7  | 11 | 76 | 46 | 1.65  |
|  | 5    | Barnsley          | 45 | 38 | 19 | 7  | 12 | 51 | 45 | 1.13  |
|  | 6    | Clapton Orient    | 43 | 38 | 16 | 11 | 11 | 47 | 35 | 1.34  |
|  | 7    | Hull City         | 41 | 38 | 16 | 9  | 13 | 53 | 37 | 1.43  |
|  | 8    | Bristol City      | 41 | 38 | 16 | 9  | 13 | 52 | 50 | 1.04  |
|  | 9    | Wolverhampton     | 41 | 38 | 18 | 8  | 15 | 51 | 52 | 0.98  |
|  | 10   | Bury              | 40 | 38 | 15 | 10 | 13 | 39 | 40 | 0.97  |
|  | 11   | Fulham            | 38 | 38 | 16 | 6  | 16 | 46 | 43 | 1.07  |
|  | 12   | Stockport County  | 36 | 38 | 13 | 10 | 15 | 55 | 57 | 0.96  |
|  | 13   | Huddersfield Town | 34 | 38 | 13 | 8  | 17 | 47 | 53 | 0.88  |
|  | 14   | Birmingham City   | 34 | 38 | 12 | 10 | 16 | 48 | 60 | 0.80  |
|  | 15   | Grimsby Town      | 34 | 38 | 13 | 8  | 17 | 42 | 58 | 0.72  |
|  | 16   | Blackpool         | 32 | 38 | 9  | 14 | 15 | 33 | 44 | 0.75  |
|  | 17   | Glossop           | 28 | 38 | 11 | 6  | 21 | 51 | 67 | 0.76  |
|  | 18   | Leicester Fosse   | 26 | 38 | 11 | 4  | 23 | 45 | 61 | 0.73  |
|  | 19   | Lincoln City      | 26 | 38 | 10 | 6  | 22 | 36 | 66 | 0.54  |
|  | 20   | Nottingham Forest | 23 | 38 | 7  | 9  | 22 | 37 | 76 | 0.48  |

### Verdetti
- Notts County e  Bradford Park Avenue  promosse in First Division 1914-1915.